# Hergershäuser Kerb
Die Hergershäuser Kerb, im örtlichen Dialekt auch Hejeshaiser Kerb genannt, ist das größte alljährlich stattfindende, auch über die Stadtgrenzen hinaus bekannte Volksfest in Hergershausen. Sie findet immer an einem Wochenende um den Gallustag (16. Oktober) statt. 

## Historische Kerbtraditonen
Die Kerb in Hergershausen hat eine lange Tradition. Schon vor der Einweihung des Neubaus der Kirche am 4. September 1712 wurde die Kerb am ersten Sonntag im September gefeiert. So zum Beispiel viel die Kerb 1710 auf den 7. September und 1711 auf den 6. September. Zu einem unbekannten Zeitpunkt wurde dann die Kerb auf den ersten Sonntag nach dem Michaelistag (29. September) gelegt. Dieses Datum wurde bis 1911 beibehalten. Ab 1912 wurde die Kerb immer um den St. Gallustag, dem 16. Oktober gefeiert, was den Vorteil hatte, die Kerb Mitte Oktober nach der eingefahrenen Ernte ohne Reue feiern zu können.

### Organisation vor der Kerb
Die Kerb wurde von den Kerbborschen organisiert, die sich vor der Kerb in den Hergershäuser Gaststätten trafen. Kerbborschen waren junge Männer von dem 18. Lebensjahr bis hin zu ihrer Verheiratung. Acht Tage vor Beginn der Kerbfeierlichkeiten trafen sich die älteren Jugendlichen in den Gaststätten, um gemeinsam die Kerb anzutrinken.

### Kerbsamstag
Am Kerbsamstag wurde von den Kerbborschen der Kerbstrauß angefertigt. Etwa um 1930 war der Kerbstrauß eine Krone, die aus Fichtengrün, Blumen und Bändern geformt wurde. Später um das Jahr 1943 diente ein umgedrehtes Fichtenbäumchen, welches mit Bändern geschmückt war als Kerbstrauß. Am Abend wurde der Kerbwein weitergetrunken. Einige junge Männer entfernten sich an diesem Abend und vergruben eine Weinflasche im Hof vor dem Haus ihrer Auserwählten.

### Kerbsonntag
Am Kerbsonntag stellte sich der Kerbumzug traditionell um 15 Uhr vor der Kerbwirtschaft auf. Etwa bis zum Zweiten Weltkrieg wurde der Kerbzug oft von einem Clown angeführt, der dem Kerbzug mit einer luftgefüllten Blase eines Schweines, die an einem Stock befestigt war, den Weg bereitete. Nach dem Clown folgte ein Reiter mit einem geschmückten Pferd mit roter Satteldecke, der mit einem Stock mit kupferner Kugel im Takt der Musik schlug. Der Reiter trug einen falsch herum getragenen Dreispitz, eine blaue Jacke, eine schwarze Hose und weiße Strümpfe, die über die Hosenenden gezogen wurden. Auf den Reiter folgen die Kerbborschen, die mit Gehrock, Zylinder und weißer Weste bekleidet, dem Reiter folgten. Unter ihnen war auch der sogenannte Kerbschenzel, ein als Strohmann verkleideter Kerbborsch. Einige Kerbborschen trugen den Kerbstrauß an einem langen gebogenen Stab vor sich her, andere trugen Schaufeln, Hacken und Messlatten mit sich. Beim Umzug boten die Kerbborschen den Zusehern den Kerbwein an und schenkten ihnen eben diesen aus. Vor dem Ersten Weltkrieg war auch noch das an einem Stamm befestigte Kerbrad Bestandteil des Kerbumzugs, welches sich beim Aufsetzen drehte. Ein essenzieller Bestandteil des Kerbumzuges war auch die Musikkapelle, die den Kerbborschen folgte. Den Abschluss des Kerbzuges bildete der Kerbvater, vor 1918 auch als Kerbmerkel bekannt, der der Anführer der Kerbborschen war und in einer Chaise gefahren wurde. An den Häusern der Mädchen, vor denen am Vorabend die Weinflaschen vergraben wurden, machte der Kerbzug einen Stopp. Die Flaschen wurden ausgegraben, der Kerbvater hob sie in die Luft und die Blaskapelle spielte einen Tusch. Auf dem Rückweg durch alle Straßen zurück zur Kerbwirtschaft, wurden die Flaschen auf einem Kissen von einem Kerbborschen oder Kerbmädel mit dem Kerbzug mitgeführt. An der Kerbwirtschaft kletterte der Kerbvater auf einer Leiter an der Hauswand hoch. Oben angekommen reichte man ihm den Kerbstrauß, der dann mit einer Flasche Wein geweiht wurde, die anschließend auf dem Boden zerschmettert wurde. Anschließend hielt der Kerbvater die Kerbrede, auch Kerbspruch genannt. Daraufhin begab man sich in den Tanzsaal zum sogenannten Kerbtanz. Die getanzten Tänze hießen Walzer, Schottisch, Polka-Mazurka, Galopp oder Kissentanz. Die jungen Mädchen standen häufig an den Saaltüren und wurden als Klowejucker bezeichnet. Wurde einem Kerbborschen ein Tanz ausgeschlagen und tanzte das Mädchen danach mit einem anderen Kerbborschen, durfte der Kerbborsche ihr ein Bündel Stroh vor die Füße werfen und rufen: „Da Sau, mach Mist!“

### Kerbmontag
Am Kerbmontag spielte die Blaskapelle gegen Trinkgeld vor den Häusern. Die Kerbborschen trafen sich morgens zum Frühschoppen. Bis zum Ersten Weltkrieg war das Gickelschlagen ein beliebter Brauch. Ein Hahn saß dabei unter einem Topf, während ein Kerbborsche mit verbundenen Augen und einer Hacke diesen suchen musste. War der Hahn gefunden wurde er anschließend gebraten und gegessen.

### Kerbdienstag
Am Kerbdienstag wurde nach dem Sonnenuntergang die Kerb in Form einer Flasche vergraben. Ein als Strohmann verkleideter Kerbborsche, der sogenannte Kerbschenzel, führte den Kerbzug an. Er wurde von zwei Kerbborschen mit einer Peitsche getrieben und musste tanzen sich wälzen und auch brummen. Der Zug wurde von einem Kerbpfarrer mit einem umgestülpten Hut und einer Gruppe, die mit Mundharmonikas, Gießkannen und ähnlichen Instrumenten musizierte begleitet. Anschließend wurde die Kerb begraben, indem Stroh, auch das Stroh des Strohmanns, verbrannt wurde, währenddessen das Feuer umtanzt wurde und der Kerbpfarrer eine Rede hielt. Bis zur Bebauung wurde hierfür häufig ein Acker in der Nähe des Flurgrabens verwendet. Die Nachkerb wurde 2 Wochen später begangen.

## Verlauf der Kerb
Die Hergershäuser Kerb findet heute immer am Wochenende vor- oder nach dem Gallustag statt. Organisiert wird die Kerb von den Hergershäuser Vereinen. Die größten beiden Hergershäuser Vereine, der Turnverein Hergershausen und der Verein SV Kickers Hergershausen, wechseln sich in der federführenden Organisation der Kerb jedes Jahr ab. So wurde die Kerb 2021 von der SV Kickers Hergershausen und die Kerb 2022 vom Turnverein Hergershausen organisiert. Jedes Jahr vor der Kerb treffen sich neben zahlreichen anderen Kerbgruppen auch die Kerbborschen und Kerbmädel, (jugendliche Hergershäuser und Hergershäuserinnen ab dem 18. Lebensjahr,) zum ersten Mal. Während dem gesamten Kerbwochenende ist der Kerbplatz geöffnet. Auf dem Kerbplatz findet man üblicherweise ein Karussell, eine Schiffschaukel, eine Schießbude, eine Losbude, ein Süßwarenstand sowie ein Stand, an dem warmes Essen angeboten wird.
Am Kerbfreitag wird das Bier angestochen und die sogenannte Kerbdisco, eine Party mit Musik von einem DJ, gefeiert. Währenddessen treffen sich die Kerbborschen und Kerbmädchen zum gemeinsamen Essen, um im Anschluss die Kerb auszugraben. Dazu bekommen sie von den Kerbborschen und Kerbmädeln des Vorjahres Aufgaben gestellt und begeben sich nach dem Essen auf eine Art Schnitzeljagd durch das komplette Dorf. Ist die Kerb ausgegraben geht es dann in Richtung Kerbplatz und zur Kerbdisco, bei der die Kerbborschen und Kerbmädeln zum ersten Mal den Leuten vorgestellt werden.
Am Kerbsamstag gab es in den letzten Jahren keine geplanten Veranstaltungen, jedoch ist der Kerbplatz mit den Fahrgeschäften geöffnet. Viele Kerbgruppen bereiten am Kerbsamstag aber schon einmal ihre Wägen für den großen Kerbumzug am Kerbsonntag vor.
Am Kerbsonntag steht der große Kerbumzug an, der sich traditionell kurz nach Mittag in der Berlinerstraße aufstellt. Angeführt wird der Kerbumzug von dem Kerbstrauß, der von einem Traktor gefahren wird. Im Anschluss folgt in einem Wagen der Kerbvater, der sich beim Umzug zum ersten Mal zu erkennen gibt. Hinter dem Kerbvater sind traditionell die Kerbborschen und Kerbmädeln auf einem großen geschmückten Wagen. Dahinter folgen verschiedene Laufgruppen und Gruppen auf Wägen der Hergershäuser Vereine, wie z. B. dem Turnverein Hergershausen, den SV Kickers Hergershausen, dem Angelsportverein Hergershausen und dem Liederkranz Hergershausen. Auch eine Musikkapelle, das Blasorchester des TV Hergershausen, begleitet den Kerbumzug musikalisch. Der Zug bewegt sich nun zunächst in südlicher Richtung fort, biegt dann nach links, um sich auf der Bahnhofstraße in nördlicher Richtung bis zum Dorfplatz (Dalles) zu bewegen. Dort biegt er in die Breite Straße ab, von dort er dann wieder weiter über die Pforte- und Mainstraße in Richtung Bürgerhaus läuft. Dort findet üblicherweise die Kerbrede, auch Kerbspruch genannt, des Kerbvaters statt. Durch neue Brandschutzbestimmungen konnte die letzte Kerb, statt wie üblich im Bürgerhaus, ausschließlich in einem Zelt stattfinden. Vor dem Kerbspruch werden die Kerbborschen und Kerbmädeln den Leuten erneut vorgestellt. Danach hält der Kerbvater den Kerbspruch, in dem von lustigen Begebenheiten und Missgeschicken der Einwohner Hergershausens seit der letzten Kerb berichtet wird. Am Ende der Kerb wird ein Glas auf den Boden geschmissen mit nach den Worten: „Und wenn dieses Glas jetzt nicht zerbricht, feiern wir im nächsten Jahr die Kerbe nicht!“ Ist der Kerbspruch beendet beginnt der Kerbtanz, den die Kerbborschen und Kerbmädels einleiten.
Am Kerbmontag findet traditionell das Frühschoppen statt, welches auch üblicherweise musikalisch von der Blaskapelle begleitet wird.